# Chomín
Domingo Andrés García Magaz (Carrizo de la Ribera, León, España; 30 de noviembre de 1955) fue un futbolista español que se desempeñaba como delantero.

## Equipos como jugador
| Club            | País   | Año         |
| --------------- | ------ | ----------- |
| Bilbao Athletic | España | 1973 - 1979 |
| Elche CF        | España | 1979 - 1983 |
| Cartagena FC    | España | 1983 - 1985 |
| UD Poblense     | España | 1985 - 1986 |
| CD Alcoyano     | España | 1986 - 1987 |
| CD Basconia     | España | 1987 - 1989 |

## Equipos como entrenador
| Club                 | País   | Año         |
| -------------------- | ------ | ----------- |
| Bermeo Futbol Taldea | España | 1999 - 2000 |